# هوش بین فرهنگی
هوش بین فرهنگی (انگلیسی: Intercultural intelligence) یا ICI اصطلاحی است که برای قابلیت عملکرد مؤثر در محیط‌های فرهنگی به کار می‌رود و از ابعاد مختلف (فراشناختی، شناختی، انگیزشی و رفتاری) تشکیل شده‌است که با اثربخشی در محیط جهانی (قضاوت و تصمیم‌گیری فرهنگی، انطباق فرهنگی و عملکرد وظیفه در محیط‌های فرهنگی متنوع) مرتبط هستند.
تفاوت هوش بین فرهنگی با هوش فرهنگی در این است که مبتنی بر اعتقاد به بین فرهنگی است در حالی که هوش فرهنگی یا CQ مبتنی بر اعتقاد به چندگانگی فرهنگی است. این اصطلاح برای اولین بار در سال ۲۰۰۶ در پاسخ به ویژگی‌های مشاهده شده در مدیران بین المللی استفاده شد که آنها را قادر به موفقیت در سطح جهانی کرد.